# Equipament esportiu
L'equipament esportiu és un conjunt d'elements que afavoreixen la pràctica d'esports.

## Lloc o espai
El lloc de realització de pràctiques fisicoesportives o esport pot ser gairebé tot el nostre entorn, amb l'únic requeriment previ que marquin o delimitin les normes o els estris necessaris per a la pràctica específica de cada activitat. La natura, les infraestructures, els carrers, els parcs o els espais específicament adaptats, són susceptibles de suportar pràctiques esportives.
De fet, per al desenvolupament d'una pràctica fisicoesportiva, només es necessita un practicant, al que anomenem esportista, i un espai físic on aquesta es desenvolupi, que anomenarem espai esportiu. A part, podem necessitar altres espais que donen suport a la pràctica esportiva i permeten que l'activitat es desenvolupi òptimament, als que anomenem espais complementaris.
L'equipament esportiu el diferenciem de la resta d'espais potencials de pràctica perquè s'hi ha fet una actuació concreta que permeti una pràctica determinada. Així, es defineix l'equipament esportiu com a espai adaptat per al desenvolupament de les diferents pràctiques fisicoesportives. Aquestes adaptacions poden tenir una vocació de permanència o ser temporals. També les adaptacions poden ser mínimes, com és el cas de la senyalització de senders, o comportar la construcció d'espais esportius i complementaris.
Les instal·lacions esportives són equipaments que s'han construït específicament per al desenvolupament d'activitats fisicoesportives. Una instal·lació esportiva estarà formada per aquells espais esportius i complementaris que estiguin situats en un recinte comú i tinguin un funcionament dependent i homogeni. Diverses instal·lacions esportives connexes poden formar part d'allò que s'anomena complex esportiu.

## Vestimenta o material
Les pràctiques fisicoesportives poden requerir l'ús de peces de roba d'esport com un xandall o una dessuadora. Però també de material de protecció com una conquilla.
També es considera equipament esportiu, aquells estris, materials o implements d'ús individual (com un pulsímetre, un monopatí o una raqueta) o col·lectiu (com una pilota)necessaris per a la pràctica, així com tot aquell mobiliari que permet o facilita la pràctica físicoesportiva (com porteries, cistelles o xarxes).
En els esports reglats i reglamentats, les característiques dels diferents tipus d'equipaments esportius estan definides d'una manera exhaustiva per a poder garantir una igualtat de condicions entre les diferents persones que el practiquin. També hi ha el material adaptat (com cadires de rodes, cadires per a correr a atletisme…)